# Grönryggig kungsfiskare
Grönryggig kungsfiskare (Actenoides monachus) är en fågel i familjen kungsfiskare inom ordningen praktfåglar.

## Utseende och läte
Grönryggig kungsfiskare är en stor (31 cm) och kraftig skogslevande kungsfiskare. Den har mörkt huvud, kraftig illröd näbb, vit strupe, kastanjebrun ovansida och grön ovansida. Nominatformen har blått huvud och bjärt grön stjärt, capucinus (se nedan) svart huvud och mer dämpat grönt på stjärten. Lätet består av en spöklik serie med långa sorgesamma stigande och fallande visslingar.

## Utbredning och systematik
Grönryggig kungsfiskare förekommer på och kring ön Sulawesi i Indonesien. Den delas vanligen in i två underarter med följande utbredning:
- Actenoides monachus monachus – förekommer på norra och centrala Sulawesi och på öarna Manadotua och Lembeh
- Actenoides monachus capucinus – förekommer på östra, sydöstra och södra Sulawesi

Birdlife International och internationella naturvårdsunionen IUCN urskiljer sedan 2014 underarten capucinus som den egna arten Actenoides capucinus.

## Status
Internationella naturvårdsunionen IUCN bedömer hotstatus för underarterna (eller arterna) var för sig, båda som nära hotade.